# Yelena Ósipova
Yelena Alexandrovna Ósipova (en ruso: Елена Александровна Осипова; Petropávlovsk-Kamchatski, 22 de mayo de 1993) es una deportista rusa que compite en tiro con arco, en la modalidad de arco recurvo.
Participó en los Juegos Olímpicos de Tokio 2020, obteniendo dos medallas de plata, en las pruebas individual y por equipo (junto con Svetlana Gomboyeva y Xeniya Perova).
Ganó una medalla de plata en el Campeonato Mundial de Tiro con Arco al Aire Libre de 2021, una medalla de plata en el Campeonato Mundial de Tiro con Arco en Sala de 2018 y dos medallas de oro en el Campeonato Europeo de Tiro con Arco al Aire Libre de 2021.

## Palmarés internacional
| Juegos Olímpicos                 | Juegos Olímpicos         | Juegos Olímpicos | Juegos Olímpicos |
| Año                              | Lugar                    | Medalla          | Prueba           |
| -------------------------------- | ------------------------ | ---------------- | ---------------- |
| 2020                             | Tokio (Japón)            | Medalla de plata | Individual       |
| 2020                             | Tokio (Japón)            | Medalla de plata | Equipo           |
| Campeonato Mundial al Aire Libre |                          |                  |                  |
| Año                              | Lugar                    | Medalla          | Prueba           |
| 2021                             | Yankton (Estados Unidos) | Medalla de plata | Equipo mixto     |
| Campeonato Mundial en Sala       |                          |                  |                  |
| Año                              | Lugar                    | Medalla          | Prueba           |
| 2018                             | Yankton (Estados Unidos) | Medalla de plata | Equipo           |
| Campeonato Europeo al Aire Libre |                          |                  |                  |
| Año                              | Lugar                    | Medalla          | Prueba           |
| 2021                             | Antalya (Turquía)        | Medalla de oro   | Equipo           |
| 2021                             | Antalya (Turquía)        | Medalla de oro   | Equipo mixto     |